# Zahnradbahn Principe–Granarolo
| |            |                       |                       |
| Streckenlänge: | 1,130 km   |                       |                       |
| Spurweite: | 1200 mm    |                       |                       |
| Stromsystem: | 550 =      |                       |                       |
| Maximale Neigung: | 214 ‰      |                       |                       |
| Zahnstangensystem: | Riggenbach |                       |                       |
| |            |                       |                       |
| \| \| \| Granarolo \| \| \| \| \| Via Bartolomeo Bianco \| \| \| \| \| Salita Granarolo \| \| \| \| \| Via Bianco \| \| \| \| \| Ciassaiuola \| \| \| \| \| Cambiaso \| \| \| \| \| \| \| \| \| \| \| \| \| \| \| \| \| \| \| \| Bari \| \| \| \| \| Via Bari \| \| \| \| \| Centurione \| \| \| \| \| \| \| \| \| \| Salita San Rocco \| \| \| \| \| Principe (Talstation) \| \| |            |                       |                       |
| Haltepunkt / Haltestelle Streckenanfang |            | Granarolo             | Granarolo             |
| Bahnübergang |            | Via Bartolomeo Bianco | Via Bartolomeo Bianco |
| Haltepunkt / Haltestelle |            | Salita Granarolo      | Salita Granarolo      |
| Haltepunkt / Haltestelle |            | Via Bianco            | Via Bianco            |
| Haltepunkt / Haltestelle |            | Ciassaiuola           | Ciassaiuola           |
| Haltepunkt / Haltestelle |            | Cambiaso              | Cambiaso              |
| Verschwenkung von links · Verschwenkung von rechts |            |                       |                       |
| Strecke · Strecke |            |                       |                       |
| Verschwenkung nach links · Verschwenkung nach rechts |            |                       |                       |
| Haltepunkt / Haltestelle |            | Bari                  | Bari                  |
| Tunnel |            | Via Bari              | Via Bari              |
| Haltepunkt / Haltestelle |            | Centurione            | Centurione            |
| Bahnübergang |            |                       |                       |
| Haltepunkt / Haltestelle |            | Salita San Rocco      | Salita San Rocco      |
| Haltepunkt / Haltestelle Streckenende |            | Principe (Talstation) | Principe (Talstation) |

Die Zahnradbahn Principe–Granarolo ist ein öffentliches Verkehrsmittel in Genua, Italien und verkehrt tagsüber alle 20 bis 30 Minuten. Die 1901 eröffnete Strecke mit einer Spurweite von 1200 Millimetern ist insgesamt 1,13 Kilometer lang und bewältigt einen Höhenunterschied von 194 Metern. Der Triebwagen verkehrt mit einer Geschwindigkeit von 8 km/h. Eine Besonderheit für eine Zahnradbahn ist die Abtsche Ausweiche, mit der die Zugkreuzungen ohne umzustellende Weichen funktionierten. Dafür mussten die Triebwagen  mit asymmetrischen Radsätzen ausgerüstet werden und die Oberkante der Zahnstange liegt auf Höhe der Schienenoberkante. Die Wagenkästen sind, ebenfalls vergleichbar mit Standseilbahnwagen, der mittleren Neigung angepasst
Die Strecke der Zahnradbahn wurde jahrelang nur im unteren Teil bis zur Haltestelle Via Bari knapp vor der Ausweiche etwa in der Mitte der Strecke mit Fahrgästen befahren (ca. 500 Meter). Der Betrieb des oberen Teils der Strecke war wegen erforderlicher Reparaturarbeiten an den Stützmauern und dem Oberbau nicht möglich. Der seinerzeit einzige betriebsfähige Triebwagen verkehrt mit einem über dem bergseitigen Einstiegsraum aufgesetzten Scherenstromabnehmer. Der auf dem talseitigen Ende vorhandene Stangenstromabnehmer wird nicht mehr genutzt. In Granarolo existiert ein überdachtes Gebäude, in dem das Fahrzeug abgestellt und gewartet wird. Die Ausweiche in Streckenmitte war mehrere Jahre ungenutzt, der Wagen 2 sollte sich nach Angaben der Bahnbediensteten in Aufarbeitung für ein Museum befinden.
Seit 13. November 2012 findet Fahrgastbetrieb wieder auf der gesamten Strecke statt, nachdem die Stützmauer im oberen Teil stabilisiert wurde. Die bisherigen Riggenbach-Leiterzahnstangen wurde durch Flachstahlzahnstangen System von Roll ersetzt.
Der aufgearbeitete Triebwagen 2 wird seit 2023 wieder eingesetzt, damit werden beide Gleise der Kreuzungsstelle wieder befahren.
Im Januar 2024 wurde eine Ausschreibung hinsichtlich Beschaffung eines Neubaufahrzeuges veröffentlicht.

## Stationen
| Station                 | Lage                        |
| ----------------------- | --------------------------- |
| Granarolo (Bergstation) | 44° 25′ 34″ N, 8° 54′ 44″ O |
| Via Bianco              | 44° 25′ 32″ N, 8° 54′ 46″ O |
| Salita Granarolo        | 44° 25′ 29″ N, 8° 54′ 49″ O |
| Ciassaiuola             | 44° 25′ 27″ N, 8° 54′ 52″ O |
| Cambiaso                | 44° 25′ 20″ N, 8° 54′ 57″ O |
| Bari                    | 44° 25′ 16″ N, 8° 55′ 0″ O  |
| Centurione              | 44° 25′ 12″ N, 8° 55′ 0″ O  |
| Salita San Rocco        | 44° 25′ 5″ N, 8° 55′ 2″ O   |
| Principe (Talstation)   | 44° 25′ 2″ N, 8° 55′ 4″ O   |

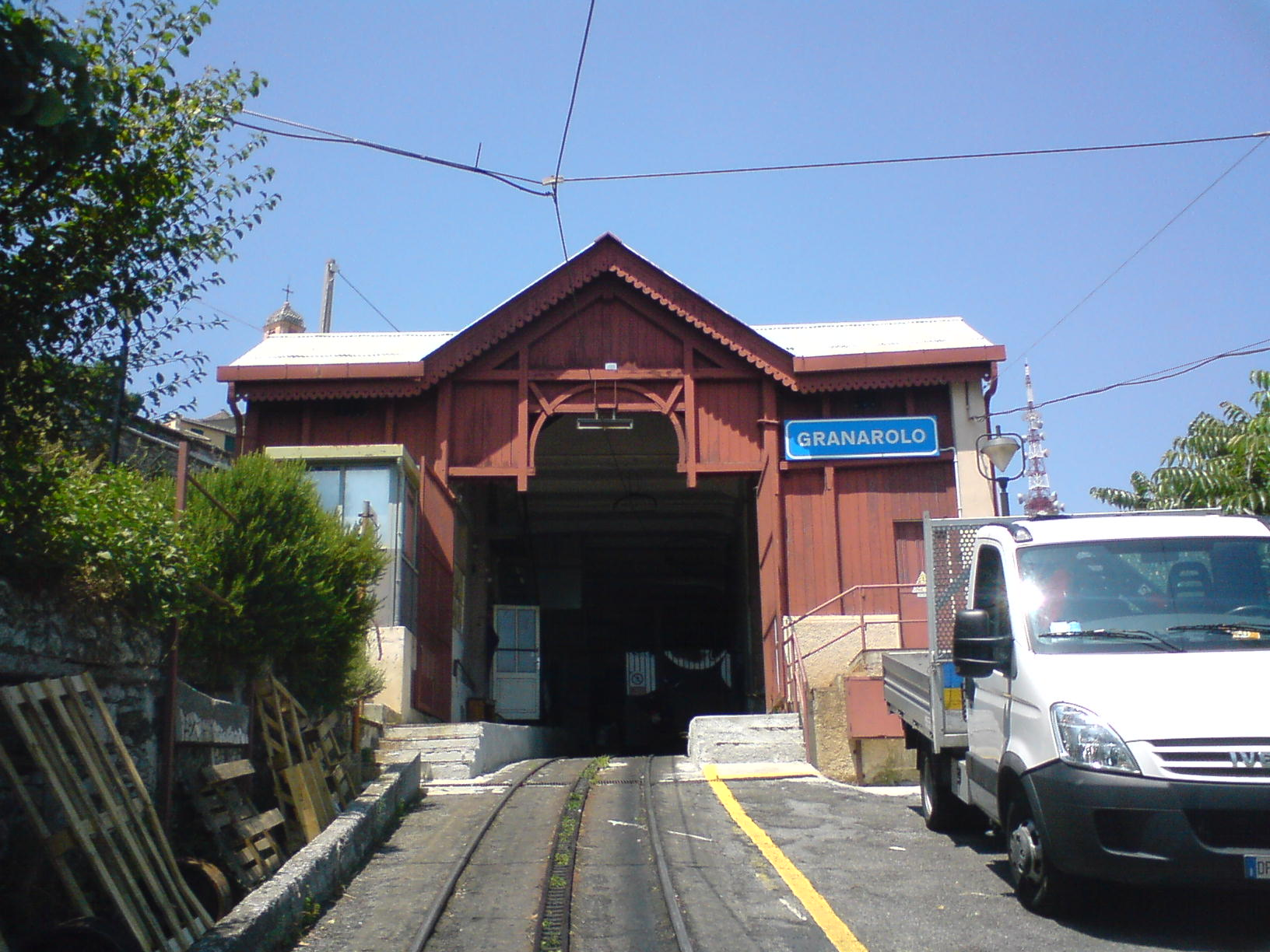
Bahnhof Granarolo
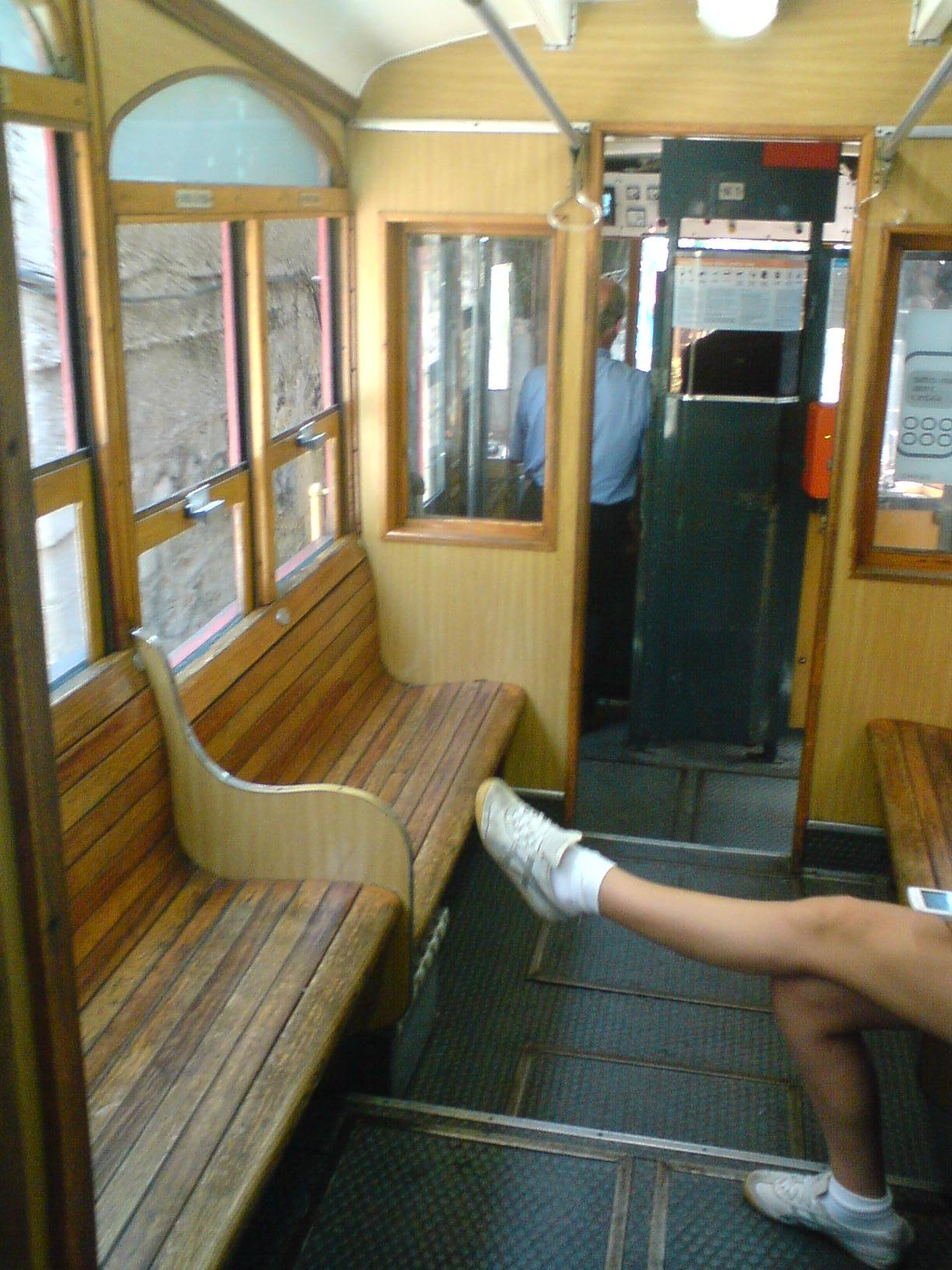
Wagen 1, Innenraum
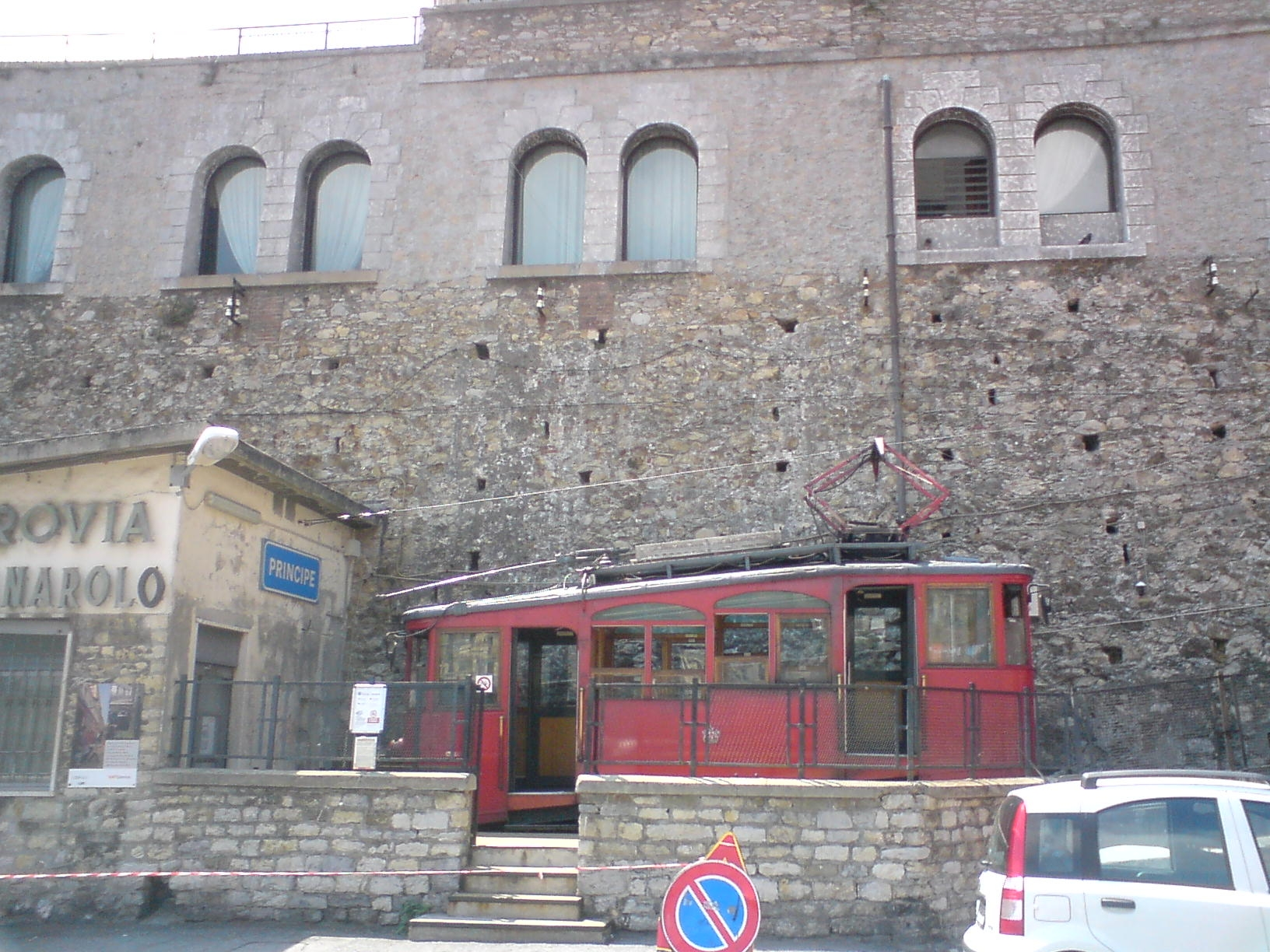
Talstation
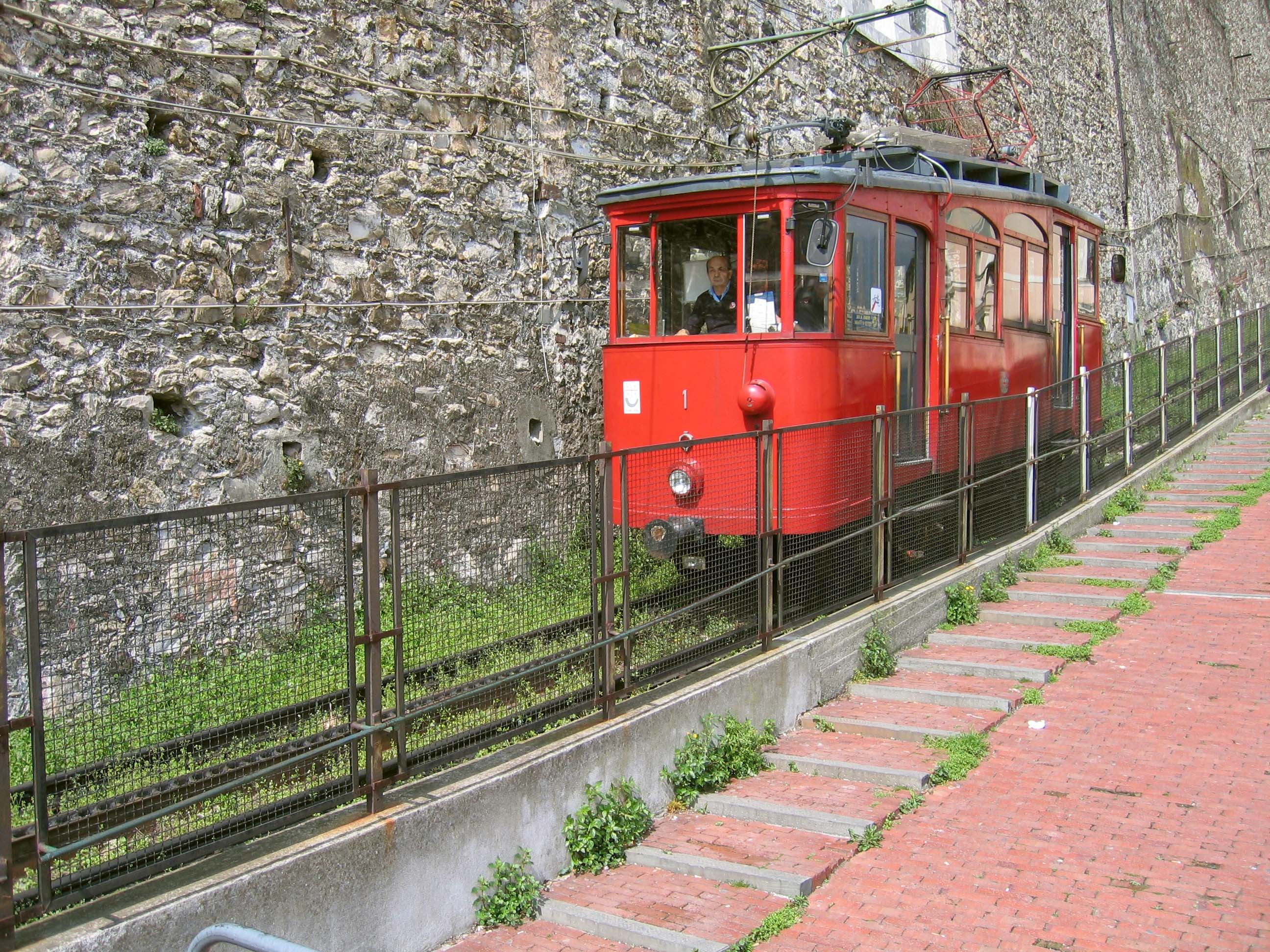
Zahnradtriebwagen 1
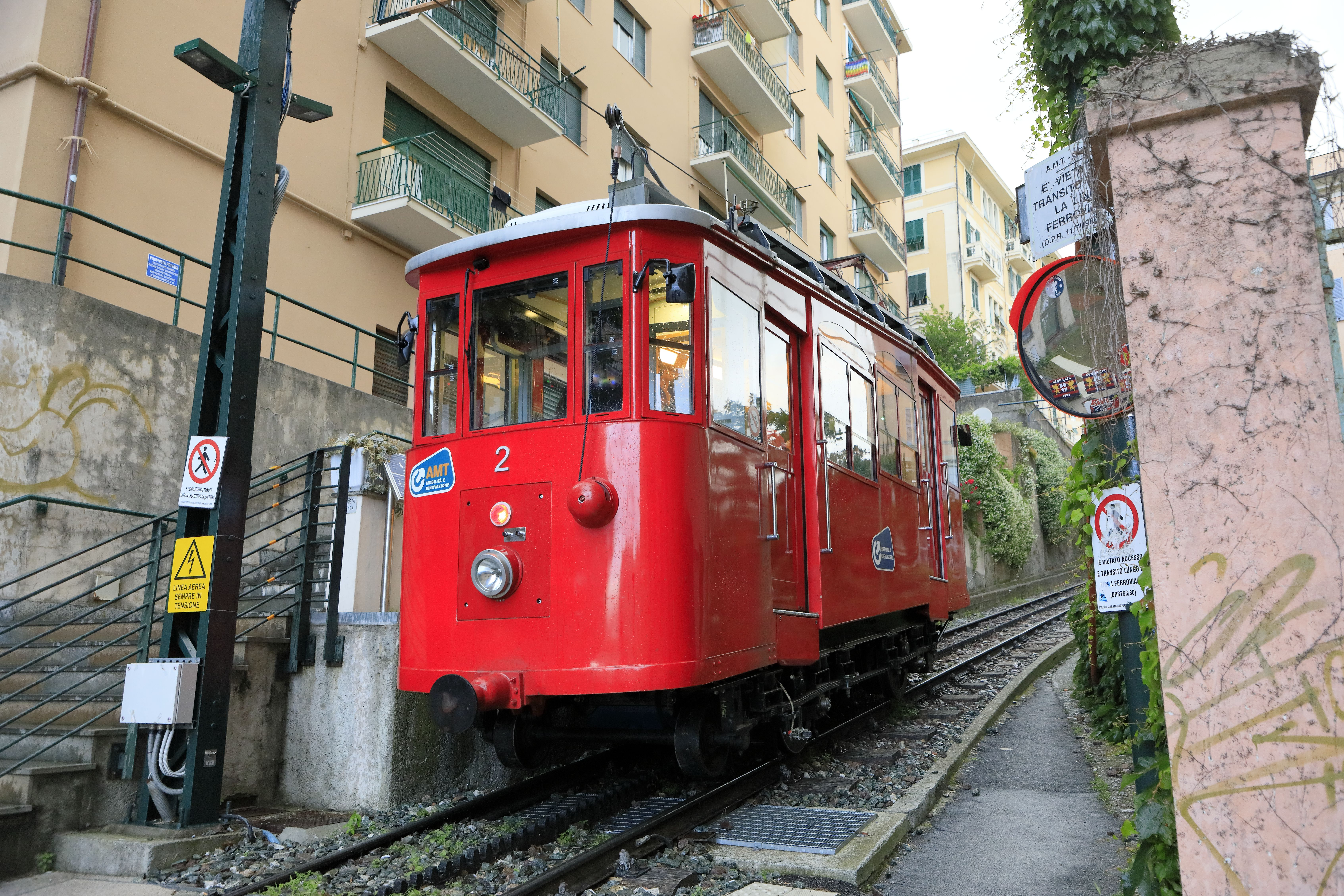
Triebwagen 2
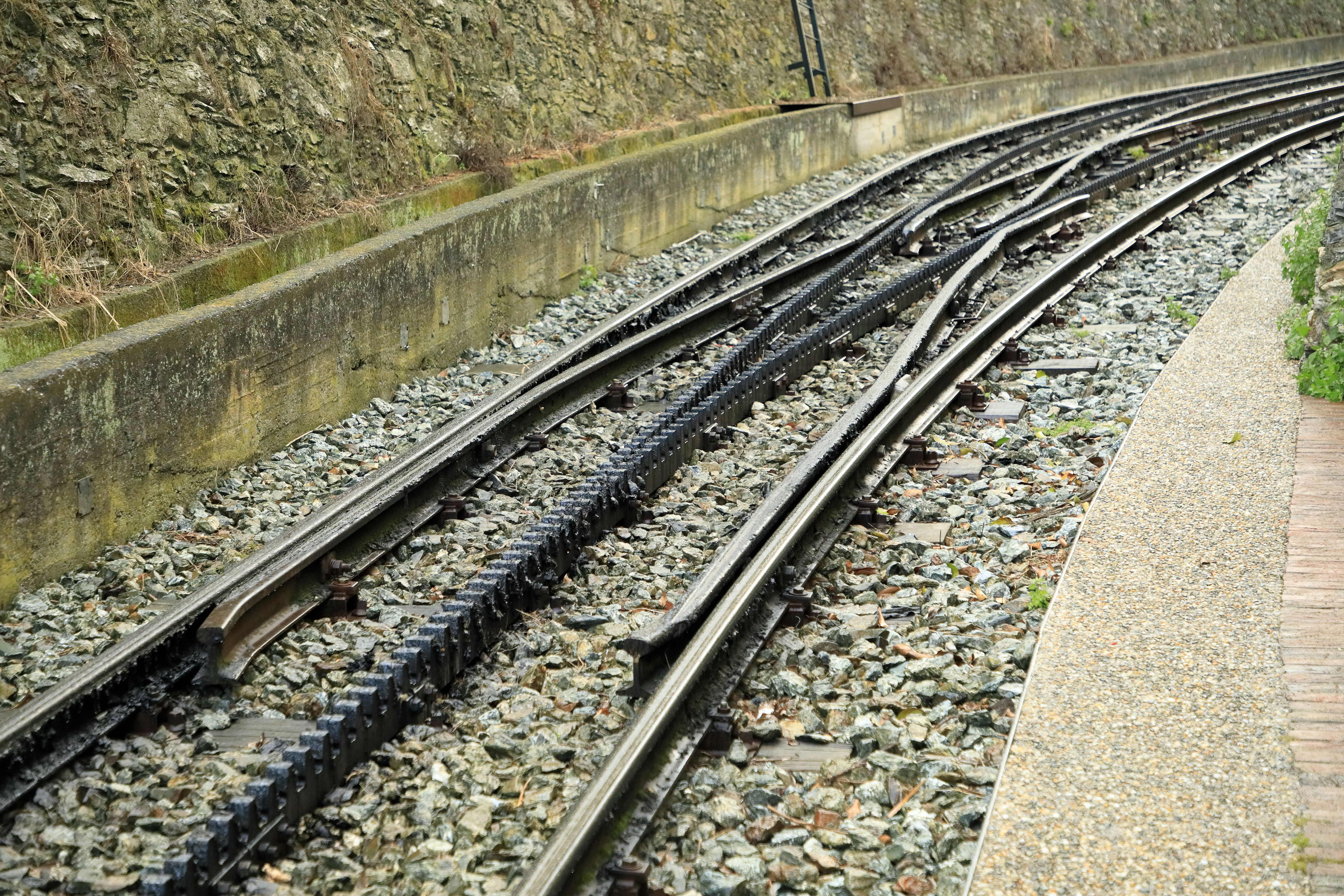
Abtsche Zahnstangenweiche